# 小岩スカラ座
小岩スカラ座（こいわスカラざ）は、かつて存在した日本の映画館である。1927年（昭和2年）6月、東京府南葛飾郡小岩村大字下小岩（東京都江戸川区南小岩7丁目）に小岩昭和館（こいわしょうわかん）として開館した。1940年（昭和15年）前後に小岩松竹館（こいわしょうちくかん）と改称、第二次世界大戦後はいち早く復興し、小岩映画劇場（こいわえいがげきじょう）と改称した。1956年（昭和31年）には小岩日活劇場（こいわにっかつげきじょう）と改称、1968年（昭和44年）には小岩スカラ座と改称した。1985年（昭和60年）に閉館した。島尾敏雄が家族とともに通った映画館としても知られる。

## 沿革
- 1927年6月 - 小岩昭和館として開館[1][2][7][15]
- 1940年前後 - 小岩松竹館と改称[3][4]
- 1948年前後 - 小岩映画劇場と改称[5][6][7][8]
- 1956年 - 小岩日活劇場と改称[8][9]
- 1968年 - 小岩スカラ座と改称[12][13]
- 1985年 - 閉館[14][16]

## データ
- 所在地 : 東京都江戸川区南小岩7丁目17番10号[12][13]、現在の「南小岩コミュニティ会館」の位置[18][19][20]
  - 開館時の東京府南葛飾郡小岩村大字下小岩[1]、のちの東京府東京市（戦後の東京都）江戸川区小岩町3丁目1861番地[3][4][7][8][10][11]

北緯35度43分50秒 東経139度52分55秒 / 北緯35.73056度 東経139.88194度
- 経営 : 
  1. 刀根豊之助 （1930年前後[1]）
  2. 簱栄吉 （1940年代[3][4]）
  3. 簱興行 （1945年 - 1985年[7][8][10][11][12][13]）
- 支配人 : 
  1. 和田又兵衛 （1940年代[3][4]）
  2. 黒柳靜之助 （1945年 - 1955年[6][7]）
  3. 石塚正直 （1955年[8] - 1960年前後）
  4. 荒川稔 （1960年前後[10] - 1965年前後）
  5. 小沢純一 （1965年前後[11] - 1978年前後[13]）
  6. 井上美見 （1978年前後[13] - 1985年）
- 構造 : 木造二階建 [7][8][10][11][12]
- 観客定員数 : 440名（1941年[3] - 1943年[4]） ⇒ 330名（1951年[6]） ⇒ 465名（1954年[7] - 1956年[8]） ⇒ 537名（1960年[10] - 1967年[11]） ⇒ 480名（1975年[12]） ⇒ 358名（1976年 - 1979年[13]）

## 概要

### 戦前 小岩昭和館/小岩松竹館の時代
1927年（昭和2年）6月、東京府南葛飾郡小岩村大字下小岩（東京都江戸川区南小岩7丁目17番10号）に小岩昭和館として開館した。開館の翌年、1928年（昭和3年）11月10日には、町制施行して小岩町になっている。当時の同館は、1930年（昭和5年）に発行された『日本映画事業総覧 昭和五年版』によれば、経営者は刀根豊之助、興行系統はマキノ・プロダクション、および日活と松竹キネマとあり、観客定員数の記載はない。刀根豊之助は当時、本所区（向島区とともに現在の墨田区）議会の議長を務めていた人物である。同館は、小岩駅の南口、駅前通り（現在のフラワーロード）の商店街の五辻を左折した場所にあり、同駅周辺では最初の映画館であった。1932年（昭和7年）10月1日、南葛飾郡全域が東京市に編入され、小岩町は江戸川区になった。
1940年（昭和15年）前後には、小岩松竹館と改称、松竹作品の上映館になっており、同時期に簱興行の簱栄吉に経営権が移っている。簱栄吉は、1928年1月に簱興行を設立した人物で、すでに平井松竹館（平井町2丁目975番地）、亀戸昭和館（亀戸町3丁目257番地、のちの亀戸日勝映画劇場）および亀戸松竹館（亀戸町3丁目168番地）、五反田劇場（品川区五反田1丁目261番地）、池袋日勝映画館（豊島区池袋町1丁目743番地、のちの池袋日勝映画劇場）
を経営しており、この時期までには、江戸川区に小松川電気館（小松川3丁目53番地）、城東区（現在の江東区）に三光館（南砂町1丁目285番地）、神奈川県横浜市中区に中島常設館（共進町3丁目55番地）、千葉県市川市に市川映画館（市川2丁目3057番地）と、同館を含めて10館の映画館を経営していた。
1942年（昭和17年）には第二次世界大戦による戦時統制が敷かれ、日本におけるすべての映画が同年2月1日に設立された社団法人映画配給社の配給になり、すべての映画館が紅系・白系の2系統に組み入れられるが、同年発行の『映画年鑑 昭和十七年版』によれば、同館の系統は記載されていない。当時の同館の支配人は和田又兵衛、観客定員数は440名であった。当時の江戸川区内の映画館は同館を含めて全4館であったが、そのうち3館が簱栄吉（簱興行）の経営によるものであり、あとの1館は、東宝小松川映画劇場（逆井1丁目59番地、経営・金津正、紅10系）であった。1945年（昭和20年）3月、強制疎開が行われ、駅前通りの東側が従来の8メートルから15メートルに拡張されたが、同館に影響はなく、同年3月10日の東京大空襲の被害にも遭わなかった。

### 戦後 東映・日活から洋画の名画座に

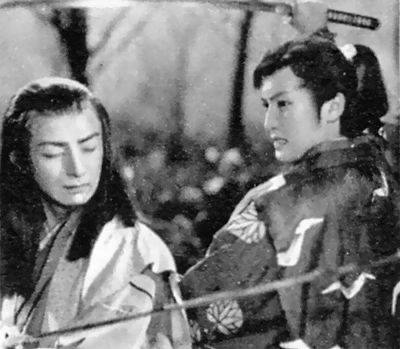
『新諸国物語 紅孔雀 第三篇 月の白骨城』（監督萩原遼、製作・配給東映、1955年1月9日公開）。

第二次世界大戦後、簱栄吉（簱興行）は空襲で多くの映画館を失ったが、同館は無事であったため、早期に復興している。鳩山一郎の日記によれば、当時日本自由党総裁であった鳩山は、東京1区（当時）で立候補した島村一郎の応援演説のため、1946年（昭和21年）4月9日の朝10時に同館（小岩松竹館）を訪れており、翌10日に行われた第22回衆議院議員総選挙で同党は第1党に選ばれている。簱興行は、池袋日勝映画劇場を同年10月に、五反田劇場を1947年（昭和22年）7月に、八幡映画劇場（市川市八幡町3丁目132番地）を1949年（昭和24年）12月には復興・開館した。1951年（昭和26年）に発行された『映画年鑑 1951』には、小岩映画劇場と改称した同館の経営者として、同時期に八幡映画劇場の支配人を務めていた前原博正の名が記載されており、支配人として黒柳靜之助の名が記載されている。観客定員数は330名と記されているが、興行系統の記載がない。1952年（昭和27年）には、駅から同館に向かう駅前通りに傘の要らないアーケードがつくられている。
1954年（昭和29年）当時の興行系統は東映および大映になっており、翌1955年（昭和30年）には東映のみになっている。島尾敏雄の『「死の棘」日記』によれば、1954年10月19日に公開された『壮烈神風特攻隊』（監督小石栄一、製作・配給東映）、同日に公開された『三日月童子 第二篇 天馬空を征く』（監督小沢茂弘、製作・配給東映）、同月13日に公開された『伊達騒動 母御殿』（監督安田公義、製作・配給大映）の三本立や、同年12月28日に公開された『浮かれ狐千本桜』（監督斎藤寅次郎、製作・配給新東宝）と同年12月27日に第一篇が公開された『新諸国物語 紅孔雀』（監督萩原遼、製作・配給東映）の二本立上映等を、家族とともに同館（小岩映画劇場）で観賞している記述が登場する。
1956年（昭和31年）9月までには小岩日活劇場と改称、製作を再開した日活の封切館に変わっている。同年秋以降の日活は、10月24日公開の『感傷夫人』（監督堀池清）、同月31日公開の『飢える魂』（監督川島雄三）、11月7日公開の『愛は降る星のかなたに』（監督斎藤武市）、同月14日公開の『若いお巡りさん』（監督森永健次郎）、同日公開の『乳母車』（監督田坂具隆）、12月5日公開の『牛乳屋フランキー』（監督中平康）、同月27日公開の『若ノ花物語 土俵の鬼』（監督森永健次郎）、同日公開の『人間魚雷出撃す』（監督古川卓巳）等を製作・配給している。
1968年（昭和43年）には、小岩スカラ座と改称、洋画の封切館に変更した。当初は封切館として『グリーンベレー』（監督・主演ジョン・ウェイン、日本公開1968年7月20日）等の新作を上映したが、早々に洋画（輸入映画）の二本立・旧作上映館に変わった。1978年（昭和53年）からは邦画（日本映画）も洋画も上映する、二本立・三本立の名画座として機能した。
1985年（昭和60年）早々には閉館した。同年4月15日には、跡地は商店街の駐車場となった。その後、江戸川区によって「南小岩コミュニティ会館」が建設され、現在に至る（2013年7月）。
同館閉館後も、成人映画館として西小岩に営業を続けた小岩映画、井上ひさしが向かいに住んだことで知られる南小岩の小岩東映（のちの小岩あんぐら劇場）とは異なる。